# Црква Светог мученика Вукашина
Црква Светог мученика Вукашина је српска православна црква. Налази се у селу Придворци које припада општини Невесиње, Република Српска, БиХ. Ово је први храм који је посвећен новомученику Вукашину.

## Историјат
Црква Светог мученика Вукашина припада Епархији захумско-херцеговачкој и приморској. Архитекта је био Пеђа Ристић. Камен темељац освештан је 28. маја 2008. године, а храм 30. маја 2010. године.

## О Светом Вукашину
Вукашин (Вуксан-Вукан-Вук) Мандрапа рођен је крајем деветнаестог вијека у селу Клепци које се налази на источној обали Неретве (наспрам Чапљине). Напустио је родне Клепце као веома млад, те отишао у Сарајево да ради. Породица Мандрапа је у Сарајеву била позната као српска трговачка породица.
1941. године, по доласку НДХ на власт, Вукашин се склонио у своје село, али усташе су и ту дошле. Побили су све из његове куће, али и из других кућа у Клепцима и Пребиловцима. Међу ухваћеним Србима из долине Неретве, и скоро читаве Херцеговине, ухваћен је и Вукашин. Одведен је у Сарајево, одакле је 1942. године депортован у Јасеновац. У Јасеновцу је старац погубљен у јануару 1943. од стране мучитеља Жила Фригановића. Мучитељ је старцу наредио да изговори похвалу Павелићу и рекао му да ће му извадити срце из груди ако то не учини. Старац је то одбио, те је мучитељ кренуо да му кида једно по једно уво, а затим и нос. Старац Вукашин му је на то одговорио ријечима „Ради ти, дијете, свој посао!" након чега га је мучитељ убио и гурнуо у јаму. Послије тог догађаја, мучитељ је полудио.
1998. године Свети архијерејски сабор Српске православне цркве унио је Светог Вукашина у Именослов. Св. Вукашин се прославља 16. маја по јулијанском календару.

## Фреске и иконе Св. Вукашина
- фреска у манастиру Св. Арханђела Гаврила у Земуну
- фреска у скиту Јован-До код Острога
- икона у манастиру Тврдошу[2]